# Escatawpa
Escatawpa is een plaats (census-designated place) in de Amerikaanse staat Mississippi, en valt bestuurlijk gezien onder Jackson County.

## Demografie
Bij de volkstelling in 2000 werd het aantal inwoners vastgesteld op 3566.

## Geografie
Volgens het United States Census Bureau beslaat de plaats een oppervlakte van
17,0 km², waarvan 16,7 km² land en 0,3 km² water.

## Plaatsen in de nabije omgeving
De onderstaande figuur toont nabijgelegen plaatsen in een straal van 16 km rond Escatawpa.